# Misiones en la Amazonía de Ecuador

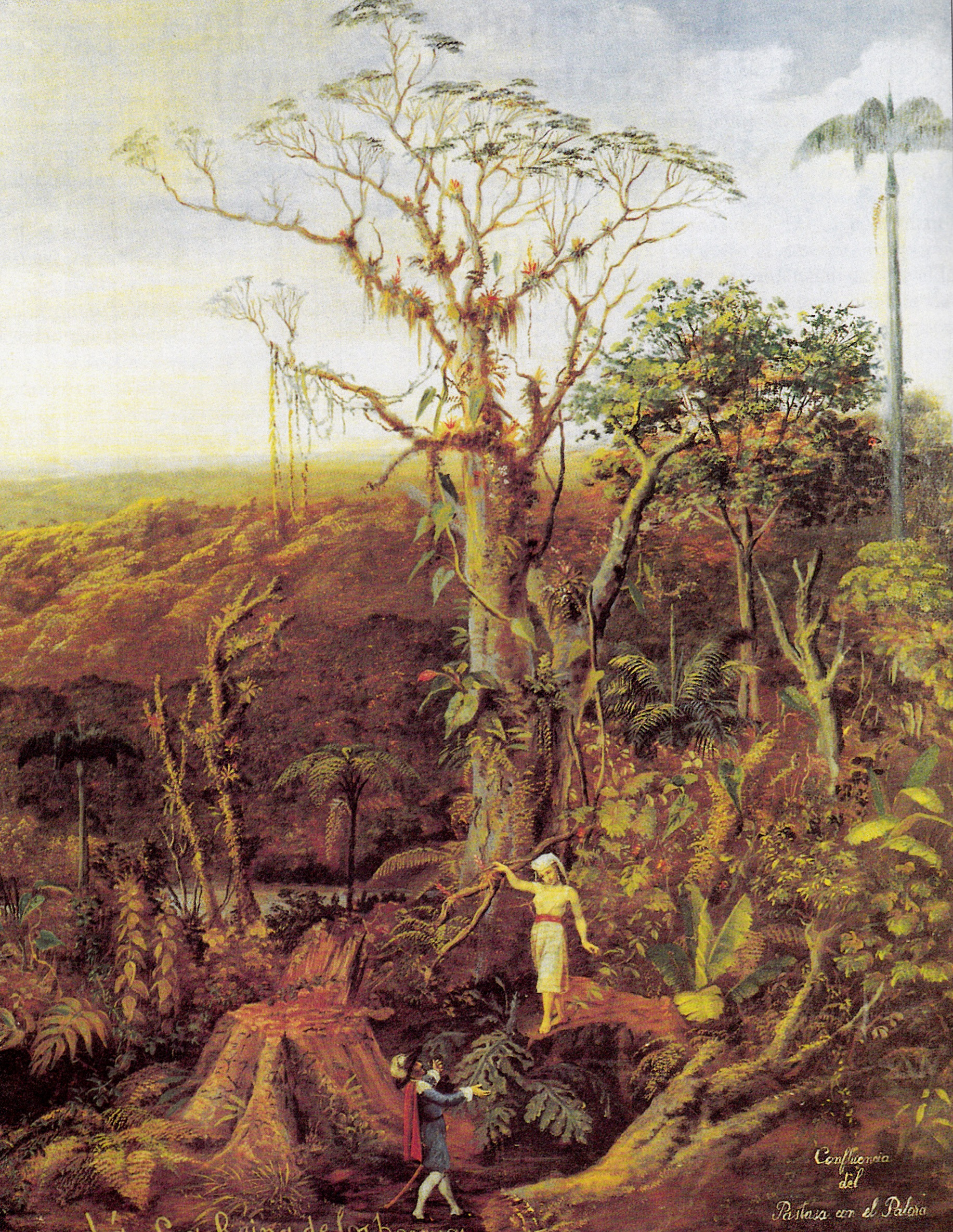
"Cumandá, la Reina de los bosques" por Rafel Troya. Se lee en el pie: confluencia del Pastaza con el Palora, dos ríos amazónicos.

Las misiones en la Amazonía de Ecuador se llevaron a cabo desde la independencia de ese país en toda la región al oriente de la coordillera de los Andes. Las crearon órdenes religiosas como los jesuitas, dominicos, josefinos, capuchinos, salesianos, carmelitas y franciscanos a través de la creación de sus respectivos vicariatos, algo que después tendría una influencia importante en la creación de las provincias de la Amazonía de Ecuador durante el siglo XX. 

## Antecedentes

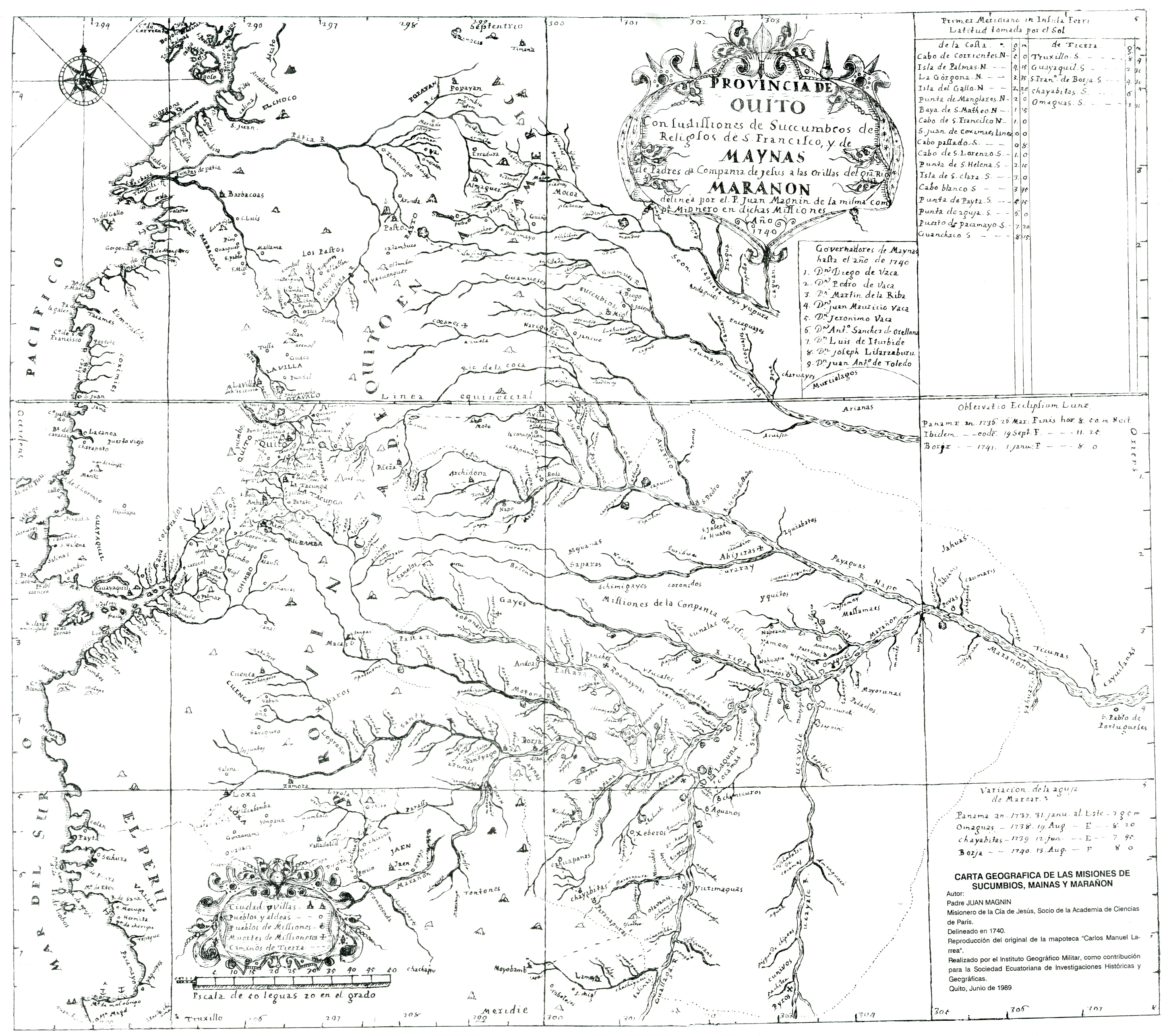
Mapa de la Audiencia de Quito, publicado en 1740, según el Padre Juan Magnin Misionero de la Compañía de Jesús.

Las misiones en la Amazonía de Ecuador empezaron a partir del nacimiento de la República en 1830. Tuvieron varios antecedentes como las expediciones al oriente en búsqueda de El Dorado y el País de la Canela con el posterior descubrimiento del Río Amazonas. Después se fundarían las principales ciudades en los Andes de Ecuador como Quito, Cuenca y Loja desde donde empezaron a coordinar las salidas hacia la selva. El objetivo de ellas era doble, por un lado se evangelizaba a los indígenas, reduciendo su territorio y consiguiendo nuevos fieles para la iglesia. Por otro lado, la corona española lograba controlar los territorios y tener soberanía efectiva. Algo que tendría aún más importancia desde la firma del Tratado de Tordesillas. Posteriormente, estas misiones tendrían su mayor desarrollo cuando se las entregaron a la orden de la Compañía de Jesús, que había llegado a la Audiencia el 19 de julio de 1586. Se llevarían a cabo en los siguientes lugares:
- Misión alta del Marañón
- Misiones del Pastaza
- Misión baja del Marañón
- Misión del Napo y Aguarico

En total duraron cerca de 130 años desde que partieron los primeros misioneros acompañados de indígenas catecúmenos desde Quito dirigidos al Marañón hasta que se llevó a cabo la expulsión de los jesuitas en 1767 a partir del motín de Esquilache. Después de esto, las misiones entrarían en un proceso de transición en el que Clérigos y Diocesanos de Quito se encargarían temporalmente de las misiones sustituyendo a los jesuitas, hasta que empezarían las guerras de la independencia y se crearía el Obispado de Maynas con la Real Cédula de 1802. La disputa sobre este territorio continuaría con la creación de la Gran Colombia que estaba conformada por el Departamento del Sur y que a su disolución correspondería a Ecuador, dividido a su vez en tres departamentos: Quito, Guayaquil y Cuenca. Este último con "pretensiones territoriales" sobre Quijos, Jaén y Maynas. A partir de ahí empezaría la historia del Conflicto limítrofe entre el Perú y el Ecuador.

## Las misiones en la Región Amazónica del Ecuador

### La primera década de la República
A partir del año 1832 se presentaría en el mes de noviembre una solicitud al Papa para nombrar a Joaquín de Arteta como Obispo residencial. De esta manera empezaría su gobierno que duraría hasta 1849. Durante la presidencia de Rocafuerte, se retiró de la Misión de Canelos a los padres predicadores por lo que se empezó a buscar sustitutos. De esta manera se logró que Mariano Flores empiece sus labores en Canelos en 1837. También destacarían los presbíteros Checa y Flores por lo que posteriormente serían nombrados Curas de Baños de Agua Santa y Patate, respectivamente. Hubo sin embargo una sublevación en Canelos que no pudo ser contenida por la falta de fondos. Continuando con la época floreana se buscó el impulso de las misiones intentando la aprobación del proyecto para crear en Quito, Guayaquil y Loja colegios de jesuitas para las misiones y enseñanza. Sin embargo esto no se logró llevar a cabo porque sobrevino la Revolución marcista que terminaría con el floreanismo. No hubo mayores cambios desde entonces, y más bien las misiones entrarían en decadencia a partir de la expulsión de los jesuitas en el gobierno de Urbina.

### La misión jesuita en el Napo

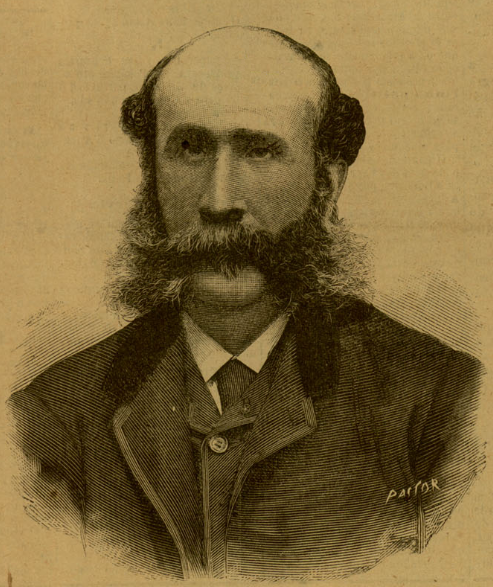
Retrato de Antonio Flores Jijón en 1888.

Debieron esperar las misiones jesuitas la llegada de Gabriel García Moreno para empezar a desarrolarse. Se firmaría el decreto el 27 de febrero de 1869 en el que se "Entregaría toda la Misión Oriental a la Compañía de Jesús, mediante Contrato que abarcará estos puntos":
1. Dicha Misión extenderase por las comarcas de Napo, Macas, Gualaquiza y Zamora.
2. El Número de Operarios Evangélicos dependerá del arbitrio de los Superiores Jesuitas.
3. Las rentas para el sustento de la Misión serán entregadas por el Ilmo. Sr. Metropolitano.
4. El número de Residencias Misionales irá creciendo, conforme vayan incrementándose así las rentas como el número de misioneros.
5. En su régimen, la Compañía de Jesús gozará de plena libertad; puesta en salvo aquella dependencia que los cánones puntualizan entre el Metropolitano y los sufragáneos.

Los pueblos que los jesuitas atenderían serían: Archidona, Tena, Puerto Napo, Ahuano, Santa Rosa, Suno, La Coca, San Juan, La Concepción, Loreto, Payamino, Ávila, San José de Sumaco, Curaray, Canelos y Sarayacu. Estos pueblos sin embargo eran pequeñas reducciones de muy pocas personas con indígenas que preferían vivir aislados en la selva y se reunían solo con motivos religiosos o de comercio. Por otro lado, en estos pueblos no entran en la lista aquellos que se encontraban en Mainas, con Iquitos y Mazán puesto que a partir de 1869 su ocupación resultaba difícil, algo que se lamentaba debido a que la expulsión de los jesuitas de 1852 tuvo como efecto negativo. Bajo la época Garciana, las misiones de los jesuitas tuvieron garantías de labor para los misioneros y también una renta pecuniaria estable para sostener las actividades. Por esta razón el Visitador General de la Compañía aumentaría el personal y aceptó incluso que desde Roma nombren un Vicario Apostólico que sería Andrés Justo Pérez en 1871. Para esa época estaban otros seis jesuitas más trabajando en la misión Andrés Justo Pérez, Nicolás Soberón, Miguel Palacios en Macas y Gualaquiza también. Los productos que se estaban cultivando eran naranjas, piñas, achiote, yuca, plátano, camote, y maíz. También se consumía cerdo y montés. A partir de la Época progresista no hubo mayores contratiempos para la Misión de Napo que continuaría encaminada. El presidente Flores Jijón quien era cercano del Papa León XIII logró solicitar la División Eclesiástica del Oriente Ecuatoriano en cuatro jurisdicciones o vicariatos misionales, a saber:
1. Que todo el territorio Oriental del Ecuador sea distribuido entre los Cuatro Vicariatos Apostólicos: Napo, Canelos y Macas, Méndez y Gualaquiza, y Zamora.
2. Que los dos primeros continúen regidos por los jesuitas y dominicanos como lo están ya. El tercero será para la sociedad Salesiana de Don Bosco. Zamora por último a los franciscanos que estaban establecidos en Loja.

De esta forma las misiones fueron atendidas y sustentadas distribuyendo a los jesuitas en el norte, dominicos en el centro, salesianos en el austro y franciscanos en el extremo sur. Todo cambiaría sin embargo con el advenimiento de la Revolución Liberal que fijaría como ministro de lo Interior a Francisco Javier Montalvo quien enviaría el siguiente comunicado al Gobernador de la Provincia del Napo:
Como el Gobierno no reconoce a los Jesuitas ningún derecho de propiedad pública o privada en el Oriente, pues estos individuos no han traído un centavo al país, sino al contrario, han sacado de él cuanta utilidad han podido, no puede reconocer tampoco a ningún Apoderado de ellos. Espero que UD., cuya energía y discreción son tan conocidas, procederá a cumplir esta Orden con la mayor puntualidad. 
Los jesuitas deberían entonces salir a Pasto por el Aguarico bajando por el río San Miguel, seguir a Mocoa hasta llegar a Colombia. Con esta decisión los pueblos se quedarían sin sacerdotes, las casas serían saqueadas en la revolución, algunos altares fueron derribados, los cultos religiosos suspendidos, las escuelas se cerraron.

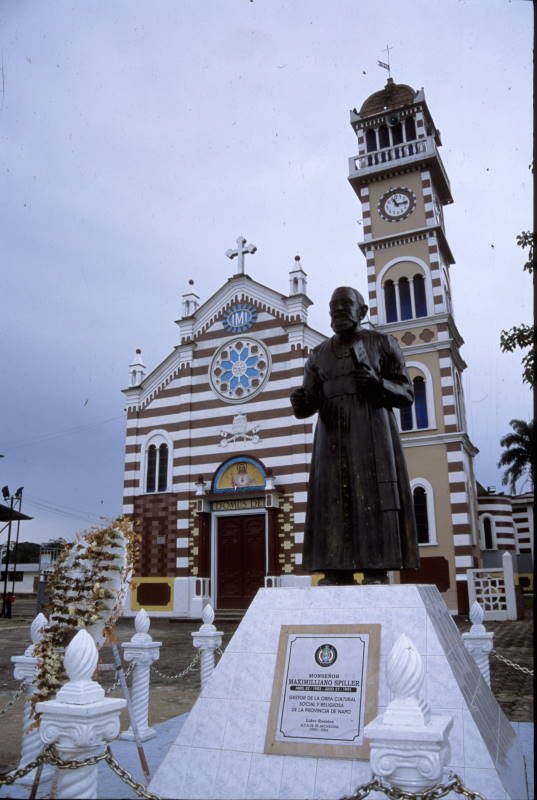
Archidona

Las misiones se pueden resumir según el siguiente cuadro estadístico de 1892 por ciudad y número de familias que tenía cada reducción.
- Archidona con 458 familias

- Tena con 200 familias
- Napo con 237 familias
- San Javier con 60 familias
- Ahuano con 37 familias
- Curaray con 25 familias
- Santa Rosa con 30 familias
- Suno con 24 familias
- Coca con 9 familias
- Payamino con 34 familias
- Loreto con 400 familias
- Cotapino con 22 familias
- Concepción con 200 familias
- Ávila con 150 familias
- San José con 125 familias

### La misión josefina en sus dos épocas
Así las cosas el Arzobispo de Quito Pedro Rafael González Calisto buscaría remediar la situación y volver a atender a las poblaciones. La búsqueda por nuevos religiosos que se puedan encargar de la zona fue ardua y no se lograría resultados hasta el fin de los gobiernos liberares. Sería en marzo de 1921 cuando el Cardenal Van Rossum dirigió una carta a los Padres Josefinos de Murialdo que decía:
Tengo el honor y el agrado de ofrecer a los Padres Josefinos el Vicariato Apostólico del Napo, Ecuador, Donde miles de indios yacen en completo abandono.
Serían pues los misioneros italianos josefinos, que se encargarían de esta zona nuevamente, dentro de los que destacarían los padres Emilio Cecco y Jorge Rossi. Siendo el primero el Administrador Apostólico del Vicariato del Napo. Su llegada fue esperada y la acogida positiva. Llegaron por Ambato, pasaron por Baños, Puyo hasta llegar a Puerto Napo el 30 de agosto de 1922. La gente en Archidona fue a recibirles con la promesa de que se construiría una iglesia si se quedaban. Anotaría Emilio Cecco:
Puerto Napo tiene tres grandes haciendas y seis tambos de indios. A lo largo del río Napo viven otros 500 indios. En Tena, dicen, hay unos 800 y en Archidonam unos 1000. Son estos los tres pueblos más importantes, pero en Loreto y a lo largo del río Napo hay numerosas tribus, no pacíficas y remontadas. 

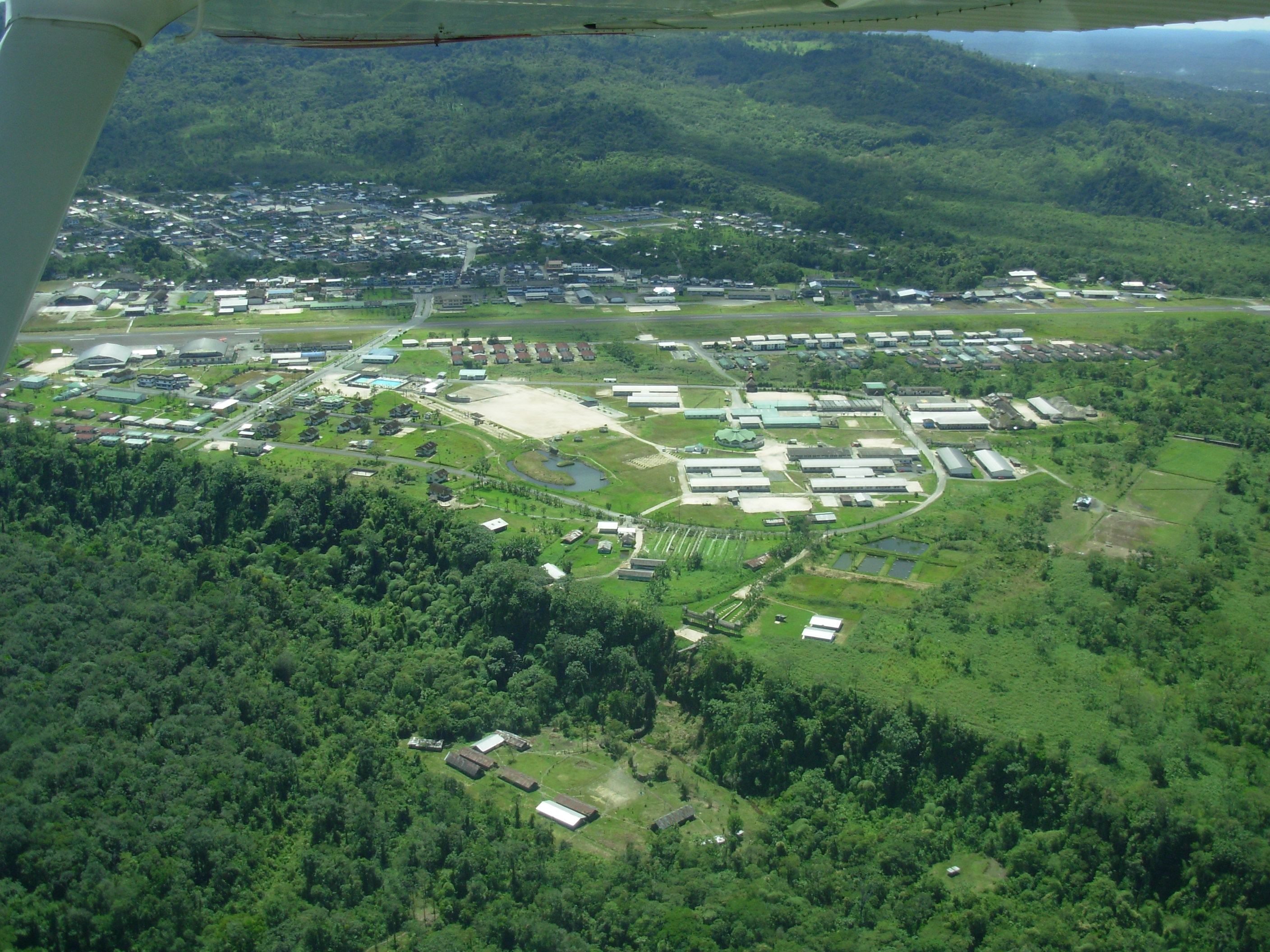
Vista aérea de Shell-Mera

Trabajaron en desarrollar nuevos cultivos, crearon la Casa Central de Tena donde se formó la Comunidad Josefina. El Vicariato Apostólico era extenso pero fue disminuido cuando se creó la Preferctura Apostólica de San Miguel de Sucumbíos en 1924 para posteriormente también crear la de Aguarico en 1953. No existían vías que comunicaran, salvo los ríos y senderos abiertos con machete. Los Padres Gianotii, José Longo y Jorge Rossi, realizaron la exploración del río Napo mientras mapeaban la región y catequizaban. Conocieron ahí a los Cofanes, visitaron a los Enos, siguieron al río San Miguel para entrar al Putumayo y llegaron a Mocoa, camino que se dirige a Pasto.
La segunda época de los Josefinos también fue muy fructífera. Crearon la Residencia Misional frente a la Guarnición Militar peruana del Yasuní, en pleno conflicto limítrofe, para sustituir la población de Rocafuerte en el Aguarico que había sido invadida por las fuerzas militares peruanas. Crearon la Misión de Rocafuerte que posteriormente entregaron a los capuchinos en 1954. En septiembre de 1956 dieron luz eléctrica al pueblo, con una turbina hidráulica, trayendo agua del río Tálag y abrieron una acequia. Crearon una pista para aterrizar una avioneta de T.A.O. en 1952. Se establecieron centros misionales en el valle de Quijos en 1951, la parroquia de Loreto en 1974. En la población de Arajuno que se sitúa al lado del río homónimo fue desde 1941 un centro de exploración petrolera de la Compañía Shell que se retiraría ocho años más tarde en 1949. La Misión Josefina compró en 1956 una serie de terrenos para construir porteros para los animales y además donó algunos lotes para nuevos colonos con lo que se formaría la parroquia de Santa Clara que llegaría a tener 1500 habitantes.

### La misión dominicana de Canelo

Mapa Geográfico-Histórico de la República del Ecuador por Fray Enrique Vacas Galindo de la orden de predicadores, 1906. En él colaboró Juan León Mera Martínez, hijo del poeta con el mismo nombre. Sería usado como mapa oficial durante la presidencia de Eloy Alfaro.

En octubre de 1886 se entregó la Prefectura Apostólica de Canelos y Macas para la administración de los dominicos de Quito. Contaba inicialmente la provin cia con un total de cien religiosos, por lo que fue necesario la solicitud de más manos, que sería respondido con el envío de misioneros italianos que entrarían al oriente de Baños. También destacó Enrique Vacas Galindo que pasó cinco años en la selva recorriendo los ríos amazónicos y trazó su curso. Llegó al Pongo de Manseriche en el río Marañón y después avanzó a Iquitos solo para continuar por el Amazonas siguiendo el camino de Orellana. Con ello hizo su mapa de la región amazónica editada en París en 1906. Además escribió una novela titulada "Nan Kajukima". También es notorio el labor de Pedro Guerrero y Sosas quien en el gobierno de Antonio Flores Jijón fue nombrado Jefe Político del cantón Canelos lo que le permitió amparar una acción militar en pleno conflicto limítrofe. Además desde Bélgica Van Schoothe se integró a la Misión de Canelos demostrando sus conocimientos de Ingeniero y logró dirigir la construcción de la casa conventual con la iglesia adjunta. Por otro lado Agustín María León quien llegó a Canelos en 1897 recién habiendo sido ordenado tomó el camino de Baños para llegar al oriente y ser misionero entre los Quichuas, los Shuar, Záparos, Shimigaes y Muratos. Fue nombrado Prefecto Apostólico en marzo de 1926 por diez años mientras escribió varios libros importantes alrededor de sus estudios lingüísticos. Fallecería el 17 de julio de 1953 mientras vivía retirado en Ambato. Por muchos años sería Canelos uno de los poblados mejor atendidos en cuanto a la Casa Misional, la iglesia, la escuela y la Oficina del Jefe Político. Aquí se recibían a los misioneros que se destinaban a otras reducciones.
Los límites de la Misión Dominicana de Canelos serían definidos el 17 de abril de 1890 mediante un Decreto firmado en Quito. De aquí saldrían los misioneros que formaron nuevas reducciones en los márgenes del río Tigre, Curaray y Arapicos donde construirían una capilla y abrirían una escuela con 20 alumnos shuar. Era costumbre que los misioneros salgan cada cinco meses por los ríos para reunirse con la gente por un mes en las capillas de cada campo, realizando labores de evangelización y administrando los sacramentos, es decir, bautizando, casando, confesando y confirmando principalmente.
Fundarían un pueblo en el Puyo llamado Nuestra Señora de Pompeya por parte de Alvaro Valladares el 12 de mayo del año 1899. Posteriormente el Puyo se convertiría en ciudad y después en capital de la Provincia de Pastaza por lo que la Prefectura Apostólica pasaría la Sede Central de la Misión allá. Además en 1904 se acordó junto al Estado crear una nueva reducción en las cercanías de Baños de Agua Santa, camino a Canelos que inicialmente tendría el nombre de Barrancas. Cambiaría de lugar al margen del Pastaza y también de nombre al que ahora tiene, Mera, en honor al literato orientalista del siglo XIX.
 

La economía de la misión tenía ingresos del Erario Nacional que era de 10 mil sucres en 1887. A eso se añadía 1600 francos que se enviaban providencialmente desde Holanda. Además también con la jurisdicción de la Parroquia de Baños, los dominicos tenían una entrada y descanso para los misioneros, así como ayuda económica. Por esta razón en 1887 se tomó posesión sobre el Santuario de Nuestra Señora del Rosario del Agua Santa de Baños. Lo construiría Tomás Halflants la construcción de la que ahora es basílica en honor a la Virgen del Rosario, Patrona de las Misiones del Oriente Ecuatoriano, según el congreso general de Quito de 1959. A partir del siglo XX la misión Dominicana pasaría a otras poblaciones como el Río Tigre y Conambo que cerearían en 1937. También se creó la Misión de Arapicos en la ribera del Pastaza cerca del río Palora. Para 1947 la población de Shell y Mera alcanzaba los 2 mil habitantes con un comercio intenso, escuelas, servicios sociales y deportes. Para 1959 la Misión Dominicana atendía a 18 pueblos que estaban en el río Pastaza y Bobonaza con cerca de 11530 habitantes. Eran asistidos por 10 sacerdotes, 10 hermanos y dos comunidades completas. En Puyo que para ese entonces tenía 4500 habitantes los dominicos hicieron abundantes obras: la nueva Catedral, los colegios para hombres y mujeres, el Salón Parroquial, el Policlínico José Fring, cinco estaciones de radiofonía, equipos de cine, y camionetas de desplazamiento. Por nombrar algunos poblados que también se antendía: Montalvo, Arapicos, Sangay, Palora, Veracruz, Tarqui.

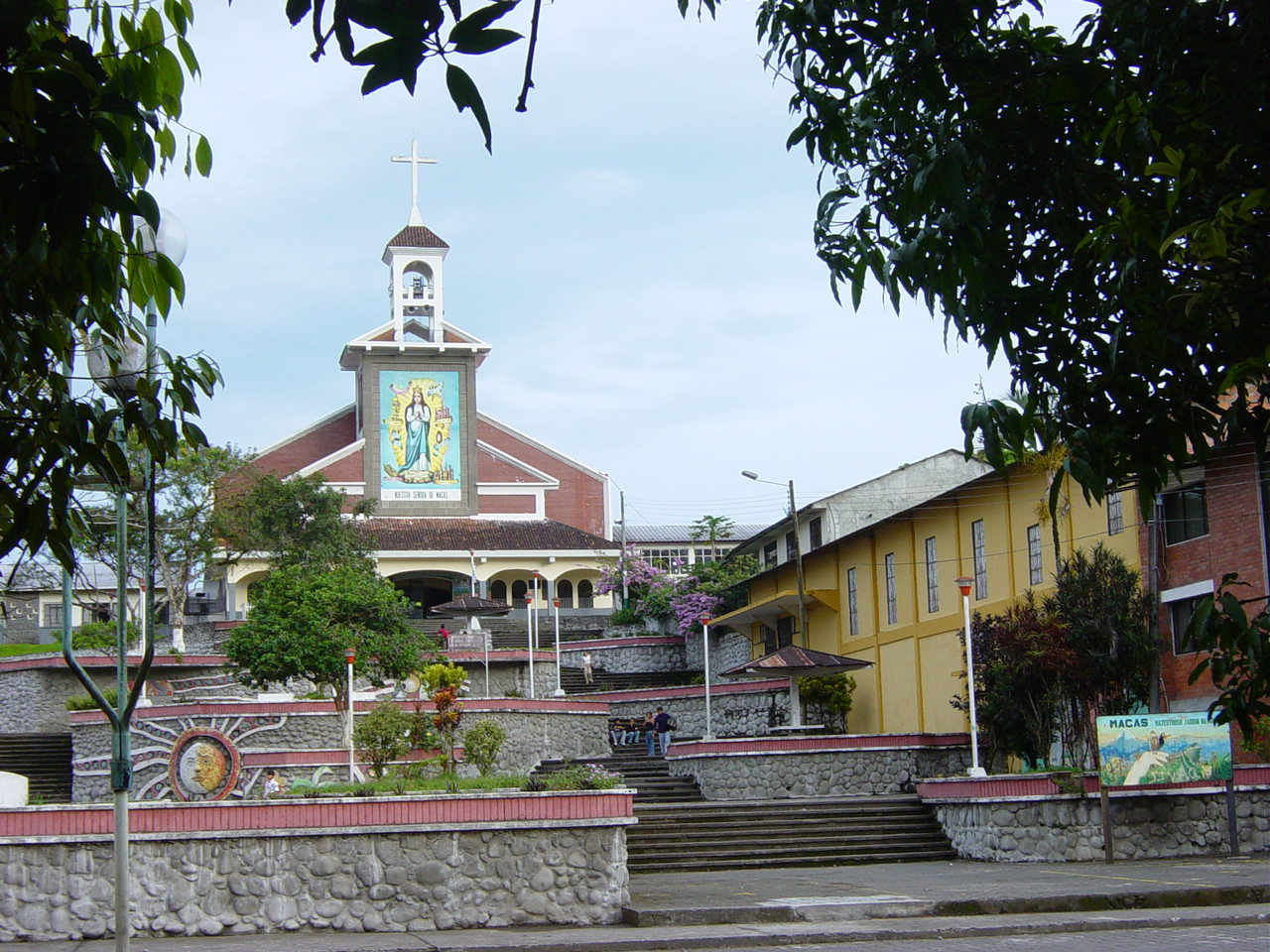
Catedral de Nuestra Señora Purísima de Macas
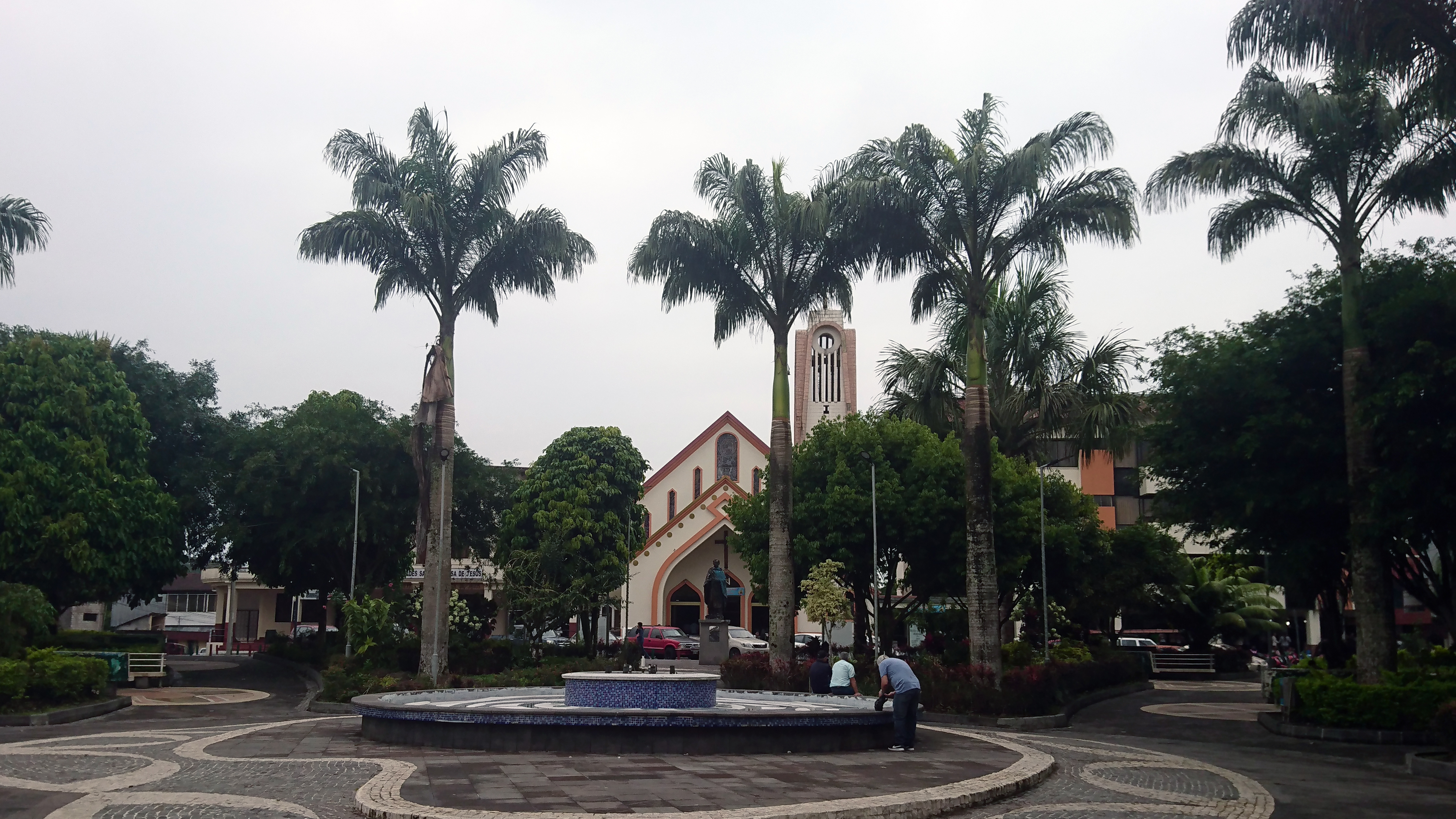
Catedral de Nuestra Señora del Rosario de Puyo
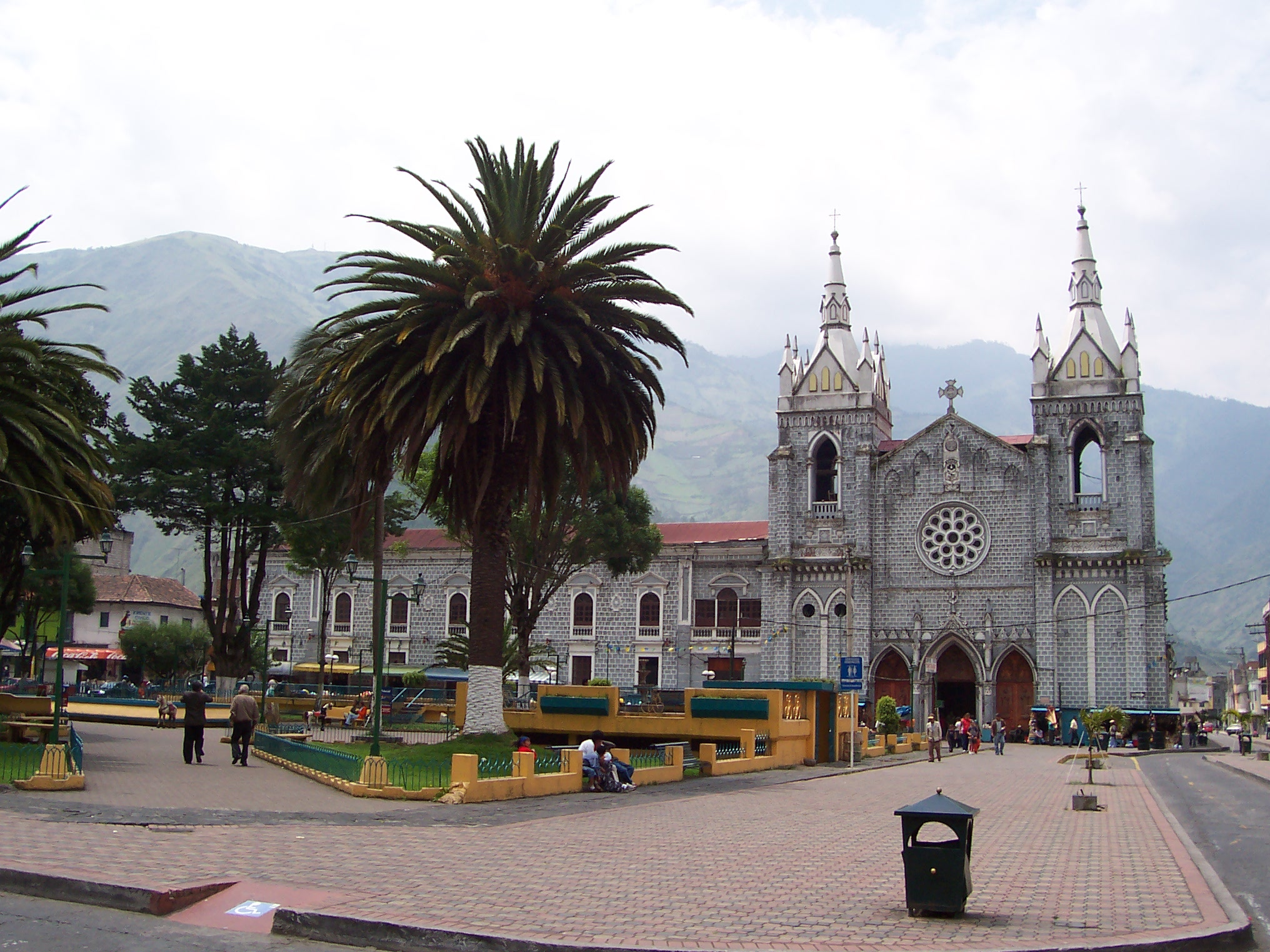
Santuario y Basílica Católica Nuestra Señora del Rosario de Agua Santa de Baños

### La misión salesiana en Méndez, Macas y Gualaquiza

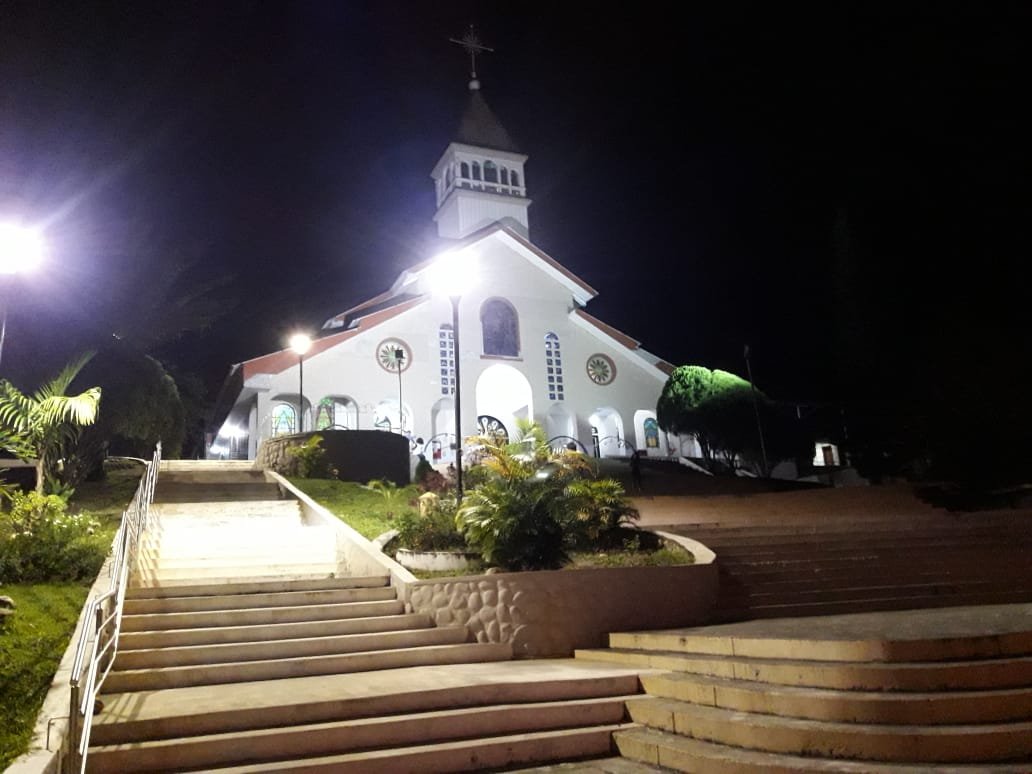
Iglesia "María Auxiliadora" de Gualaquiza

El presidente Antonio Flores pidió al Papa que la Sociedad Salesiana de Don Bosco, de feliz memoria, se le entregue el tercero de los Vicariatos que se llamaría de Méndez y Gualaquiza". Sería el 6 de diciembre de 1887 que partirían ocho salesianos para abrir escuelas de Artes y Oficios con el fin de llevar la luz de la fe a miles de pobres indios. Se crearía el decreto de erección del Vicariato de Méndez y Gualaquiza el 8 de febrero de 1893. Por la fecha se puede ver que su inicio no estuvo libre de contratiempos pues dos años después estallaría la Revolución Liberal. Aunque ya desde la presidencia de Luis Cordero no se podía cumplir cabalmente con la pensión anual de 6 mil sucres que se había acordado inicialmente. Su trabajo se centró alrededor de los Shuar para lo que el padre Tallacchini escribiría un catecismo en su idioma. En sus inicios el Vicariato Apostólico de Méndez y Gualaquiza tenía una extensión de 15 mi kilómetros cuadrados y su población era de 10 mil habitantes. Sería en Gualquiza donde empezaría la Estación Misionera de los Salesianos en 1894, que empezaría por Antonio José Prieto, después de su separación de la Misión de Mainas. Su objetivo fue reconstruir el antiguo pueblo que había existido en Logroño por ser un lugar rico en oro y fue además colonia durante el siglo XVI pero que desapareció en una rebelión de los shuar en 1599. Se presentaría un memorial al Gobierno de Ecuador donde se expuso la cantidad de proyectos de la Misión:
| Pueblo de Méndez | Shuar | Colonos |
| Bautismo         | 1895  | 40      |
| Confirmación     | 1925  | 280     |
| Matrimonios      | 36    | 18      |
| En la escuela    | 100   | 4       |

Los trabajos continuaron y para 1918 se instaló una fábrica de raspadura con un trapiche de cilindros. Después empezarían con el cultivo de arroz. Se abrió además un Internado Indígena y se hacían excursiones de los misioneros por las jivarías del Distrito. En Santiago de Méndez entrarían en 1918 80 personas para trabajar en la agricultura, dejando hechas las plantaciones de plátanos, yuca, caña de azúcar entre otros. Sin embargo, a pesar de la producción, la falta de caminos hacía que sea difícil su comercialización. Así fue que el padre Albino del Curto impulsó la apertura del camino El Pan-Méndez de 80 kilómetros. Para 1924 se había construido la mitad, y a partir de ahí seguiría el progreso. A partir de ahí las misiones Salesianas tendrían su apogeo. Se construiría una iglesia para la Virgen de Guadalupe. En Limón se asignaría un misionero fijo en 1936 y empezaría su aumento poblacional hasta convertirse en General Plaza G. La Misión de Sucúa empezó en 1931 con un misionero fijo. Serían complementadas por las Hijas de María Auxiliadora en 1944 con cinco religiosos. Se creó Yaupi que aumentaría en habitantes hasta convertirse en Nueva Guayaquil. Sevilla de Don Bosco empezó a formarse desde 11944 unificando a muchas familias shuar cerca de Macas. Se crearon 82 escuelas en el Vicariato. Se financiaron a través de la ayuda del Vaticano, la Congregación para la Evangelización de los Pueblos y las aportaciones del Estado Ecuatoriano. Además la Curia Generalicia del Instituto de San Francisco de Sales respaldaba económicamente, así como las donaciones de los Comités Orientalistas de Quito y Guayaquil. También se recibió aportes de la Sociedad Orientalista del Azuay y cooperadores salesianos.
El padre Manuel Cadena estudió una década el idioma de los shuar. El padre Tallacchini, Mattana, Spinelli, Torka, Corbellini, Duroni y también el padre Julio Martínez reunieron muchos vocablos y recogieron todo para lo que después serviría para crear una gramática y vocabulario shuar. Con ello Luis Bolla quien vivió por diez años entre los Achuar tradujo los Evangelios a su idioma en 1978. Este pueblo se encuentra en la parte oriental del Vicariato de Méndez y son en total 800 habitantes, mientras que en Perú pueden alcanzar los 4 mil. Ayudaron además a crear la Federación Shuar en el Vicariato en 1964. Empezaría en las poblaciones de Sevilla, Méndez y Limón y después se generalizaría en todo Morona Santiago. Después del nombramiento del directorio se eligió como asesor al Misionero Salesiano Juan Sutka.

### La misión franciscana en Zamora

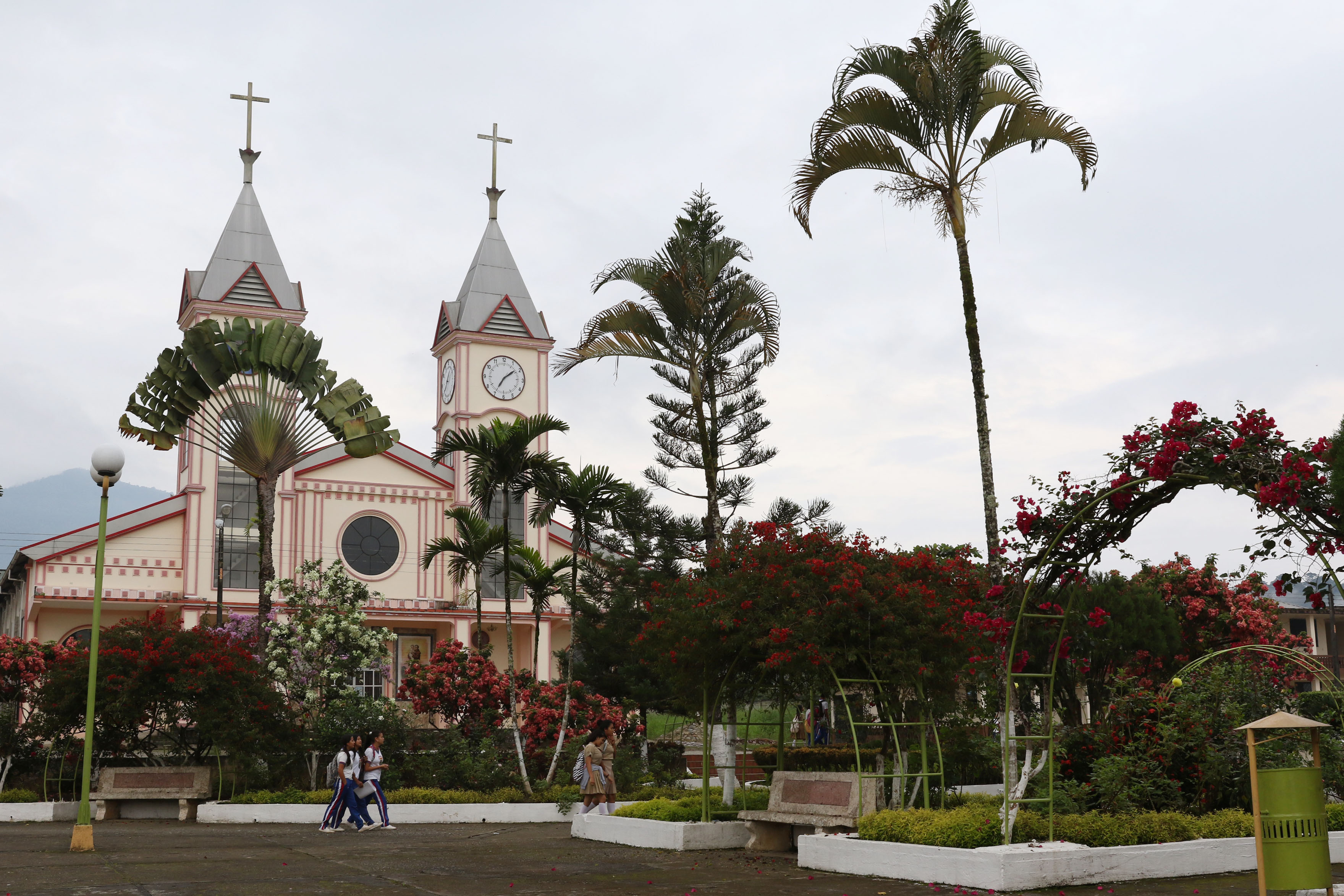
Parque central y la iglesia parroquial de El Pangui en Zamora Chinchipe. En Manchinatza Bajo, cerca de esa ciudad, vive una población indígenas Shuar.

Empezarían en el año 1888 igualmente con Antonio Flores Jijón pidió al Papa León XIII que se asigne otra parte del territorio a la orden franciscana. Llegarían el 19 de enero de 1892 a Zamora. Se enfocaron inicialmente en la catequización así como en la creación de caminos. Construyeron la Casa-Misión de Zamora y también una Estación Misionera en Cansama a orillas del río Yacuambi. Para el año 1937 se habían formado tres pueblos juntando a habitantes que se encontraban dispersos en la selva y reduciendo sus territorio: Zamora, Cumbaratza y San José de Yacuambi. Empezaron también la construcción de un puente colgante en 1936. Para aumentar la producción de alimentos se les dio ayuda para trabajar sus huertas, potreros, sembríos de caña y trapiche para hacer panela. Se fundaron los pueblos de San José de Yacuambi. También hubo accidentes, puesto que algunos misioneros fallecieron ahogados mientras que otro desapareció en un viaje de exploración. Se crearon internados en Zamora, Yacuambí, Cumbaratza y Guadalupe para educar a los hijos de las familias que vivían dispersas. Se crearon además escuelas primarias, profesionales, talleres de corte. Se instalaron plantas de luz eléctrica. Se impulsó la educación pagando los estudios de Humanidades a siete seminaristas. Los resultados se presentaron en 1979 en el Informe sobre la Misión Franciscana.
- Zamora con 4636 habitantes
- Cumbaratza con 4234 habitantes
- Guadalupe con 2756 habitantes
- Zumba con 4336 habitantes
- Valladolid con 1669 habitantes
- Gayzimi con 1219 habitantes

El padre Tomás conde escribió el libro Los Yaguarzongos. Historia de los Shuar de Zamora que sería publicado en Quito en 1981, donde describe a su cultura, idioma, costumbres y los inicios de la misión entre los años 1889 hasta 1930.

### La misión carmelita en Sucumbíos

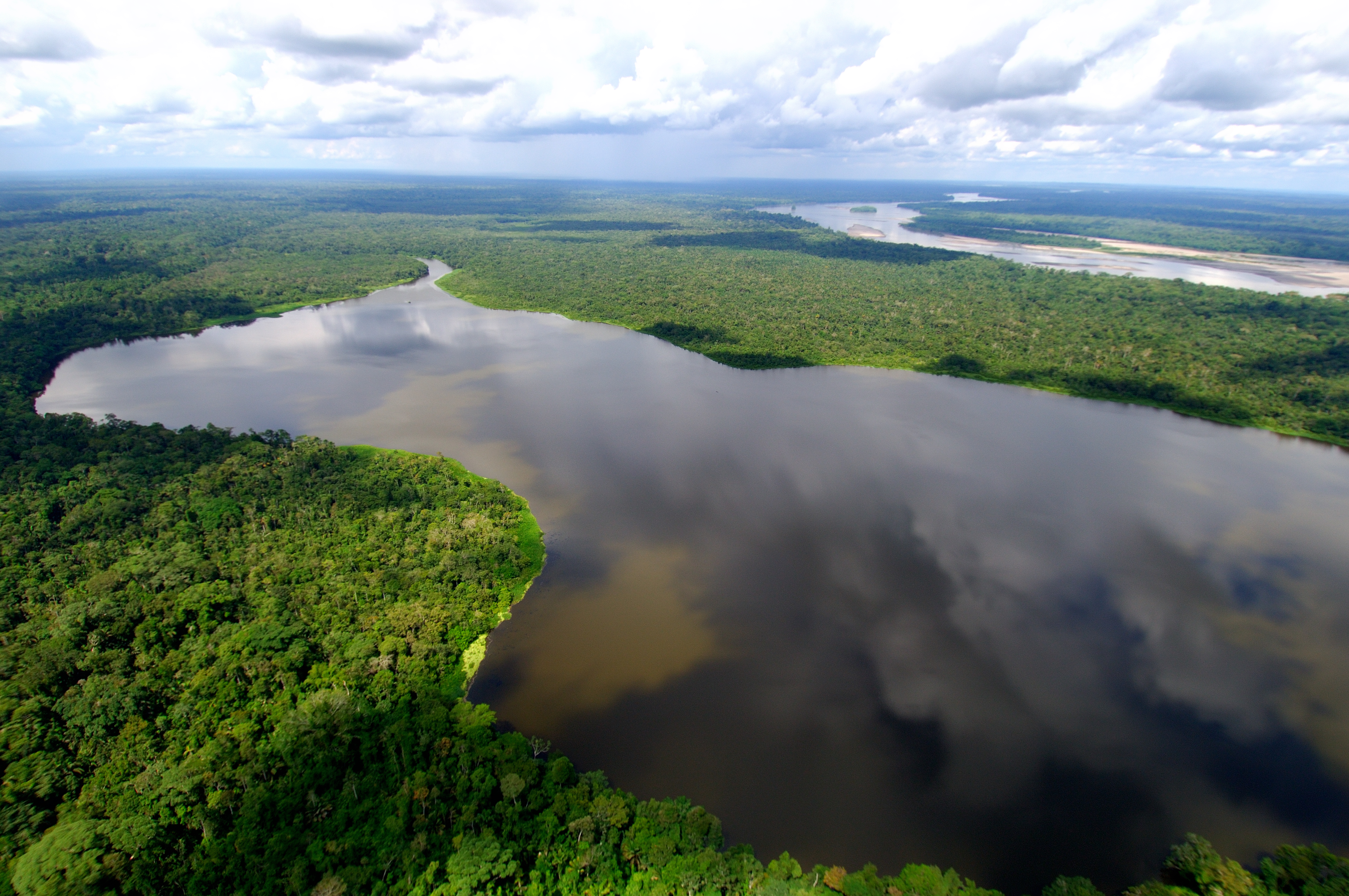
Limoncocha y el Río Napo. Esta parroquia está habitada un 60% por quichuas amazónicos y un 30% por indígenas shuar.

Esta misión nace luego de la definición limítrofe con el Tratado Muñoz Vernaza Suárez entre Ecuador y Colombia. Se creó entonces la Prefectura Apostólica de San Miguel de Sucumbíos el 16 de abril de 1924 y los Carmelitas de Santa Teresa entrarían en Ecuador el 17 de octubre de 1928. Viajarían inicialmente a Rocafuerte en la bocana del Aguarico. Impulsarían la comunicación a través de la construcción de una carretera. Por lo que invitaron al trabajo comunitario en la construcción de ella en 1930. Los poblados que se crearon corresponden a La Bonita, el Playón de San Francisco, Santa Bárbara, Puerto Libre, Puerto el Carmen de Putumayo y Palma Roja. Impulsaron además la educación creando escuelas fisco-misionales y fiscales. Las comunidades indígenas con las que trabajaron incluyen los Tetetes que vivían cerca del río San Miguel, los Inganos, los Sionas, los Cushmas y los Cofanes. Se publicó en la revista "Carmelo Ecuatoriano" la información sobre la Misión de Sucumbíos. Estas misiones serían muy afectadas por el descubrimiento de petróleo. En 1967 se instalarían la compañía petrolera Texaco-Gulf al descubrir el primer pozo petrolero. Se buscó la cooperación entre los misioneros y seglares para promover la educación. Aumentó el número de escuelas en 1972, así como las casa-viviendas de las Carmelitas Misioneras que se encargarían de la enseñanza y atención médica primaria. Todo esto logró que finalmente se cree por Decreto Pontifico el 2 de julio de 1984 el Vicariato Apostólico.

### La misión capuchina en el Aguarico
Esta orden religiosa llegaría a hacerse cargo en 1949 de la región del Aguarico. Serían expulsados de China por lo que buscarían nuevos países donde asentarse y un grupo de ellos llegarían a Ecuador. Cuando había un número suficiente de misioneros en España se les entregó la Misión del Aguarico. 
A partir del mes de junio de 1952, Mons. Spiller empieza las gestiones tendientes a obtener que otra Congregación Religiosa se haga cargo del Bajo Napo y del Aguarico. Después de varias tentativas con diversas Ordenes y Congregaciones Religiosas, finalmente los padres capuchinos españoles de la Provincia de Navarra se ofrecen generosa y valientemente.

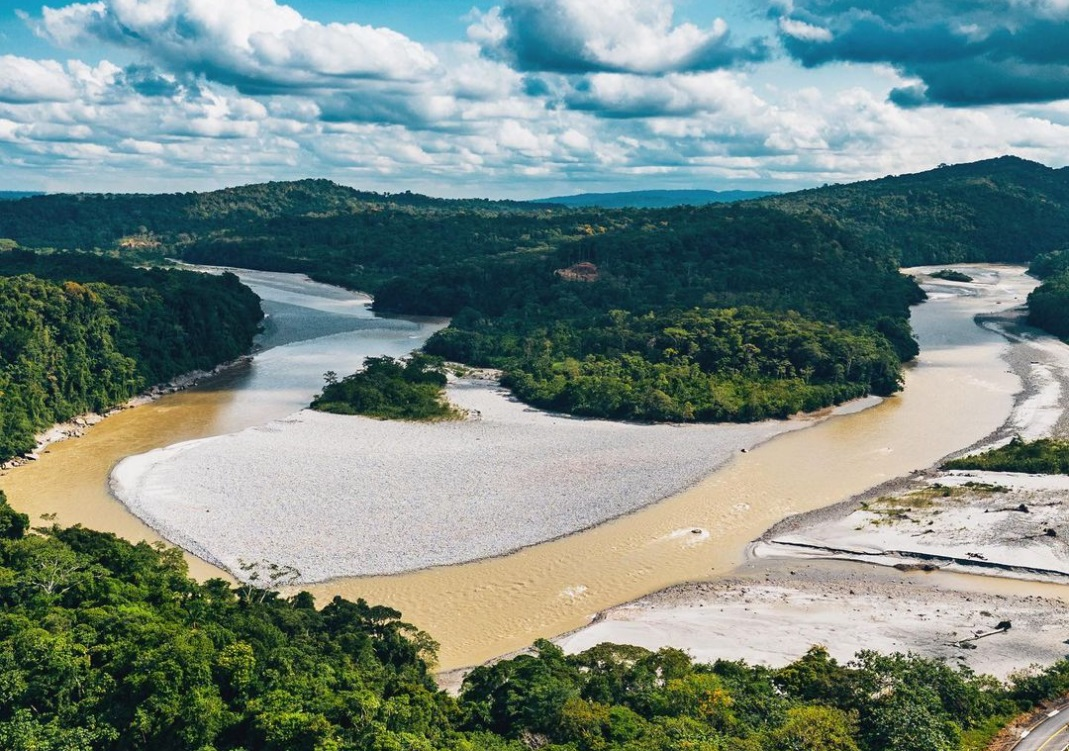
Río Aguarico

De esta manera se les ofrecería toda la zona que empieza en el Puerto Francisco de Orellana al Yasuní y Aguarico, con una superficie de 29 mil kilómetros cuadrados. Sus resultados también fueron efectivos puesto que en 15 años de Misión en el valle del Río Coca se logró colonizar parcialmente la región y se formaron comunas indígenas por lo que en 1969 se creó el cantón Coca. La población del Cantón en 1957 era de 10 mil habitantes mientras que en 1979 llegaría a los 20 mil en total. Usaron una estación radial que abarcaba a varias poblaciones y se desplazaban desde el Coca semanalmente a las zonas aisladas. Crearon casas de vivienda, iglesias, locales para las escuelas, talleres de corte y confección y salas de primeros auxilios. Las misiones empezarían en 1954 donde trabajaron con tres grupos humanos distinguidos entre blanco-mestizos que conformaban los hacendados, burócratas y defensores de las fronteras, el segundo los indígenas como los Yumbos y Cushmas y en tercer lugar las tribus más aisladas como los Tetetes y los Shuar. Se creó también el Centro de Investigación Cultural de la Amazonía Ecuatoriana en 1965 con el objetivo de fomentar la investigación, publicación formación de líderes y acción. También crearon el Museo de Etnología y Arqueología de Napo. Fueron famosos además los intentos de acercamiento con los Shuar de los años 1957, 1064, 1965, 1966 y 1977. Se logró convivir con un grupo de los del río Yasuní que habían consentido de manera pacífica ya que la estrategia de declarase hijo de un shuar anciano y vestirse como ellos funcionó. Esto sin embargo también tuvo contratiempos puesto que los Auca se terminarían rebelando en varias ocasiones causando la muerte de misioneros capuchinos.

## Los vicariatos en la actualidad

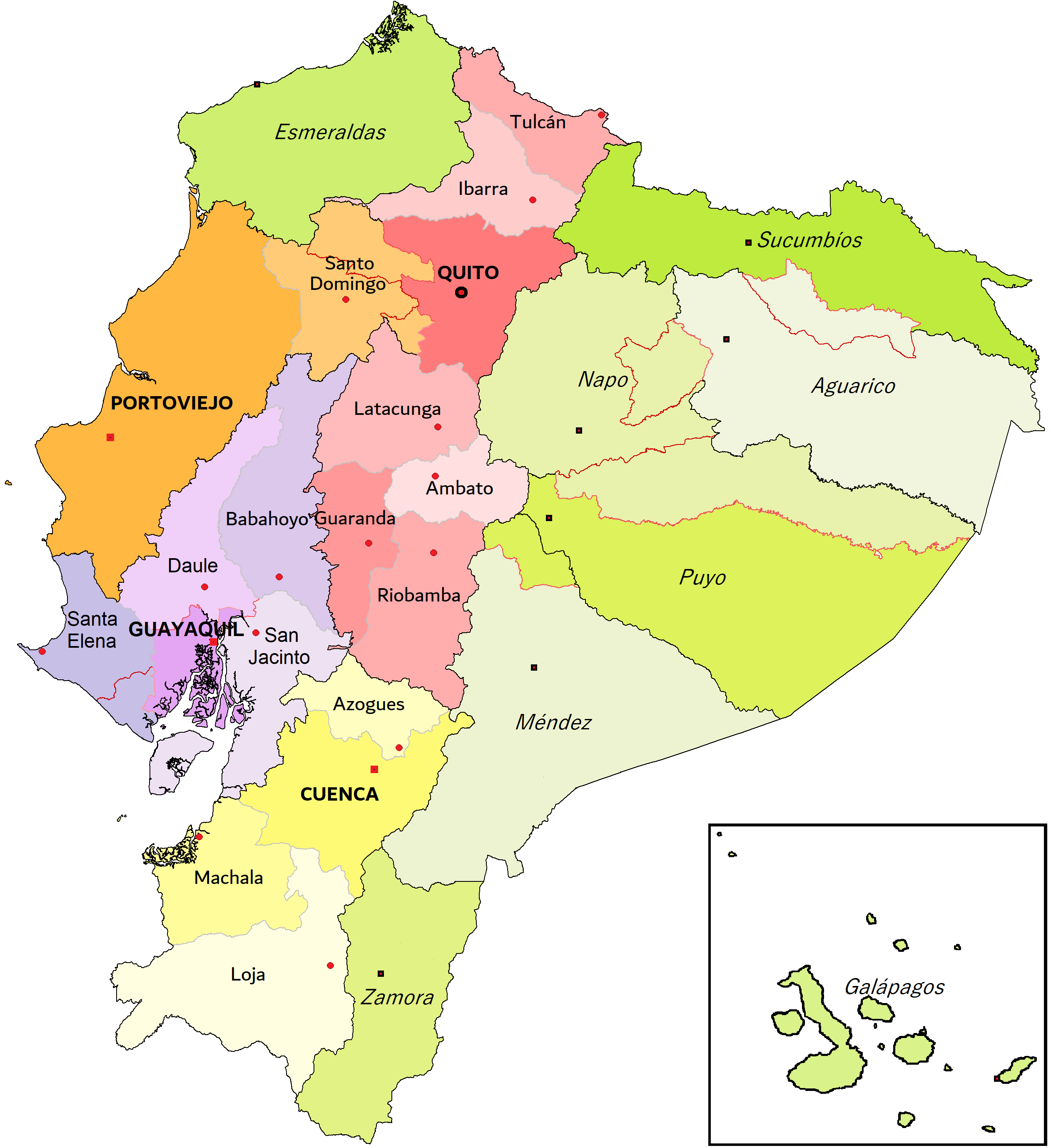
Mapa de las jurisdicciones eclesiásticas de la Iglesia Católica en el Ecuador.

En la actualidad los Vicariatos apostólicos, con algunos modificaciones siguen formando parte de las jurisdicciones eclesiásticas de la Iglesia Católica en Ecuador. Además de los Vicariatos de Esmeraldas y de Galápagos que están en la costa, los cuatro vicariatos originales, Napo, Canelos-Macas, Méndez-Gualaquiza y Zamora, que fueron creados a finales del siglo XIX con de Antonio Flores Jijón se mantienen con algunas modificaciones conformando ahora seis. Esto a partir de la creación del Puyo y Sucumbíos. Es por esta razón que las provincias de la Amazonía del Ecuador deben en parte su historia a las misiones que se llevaron a cabo desde el nacimiento de ese país, continuando las misiones que se habían realizado en la Audiencia de Quito. A partir de la formación de los poblados se lograría crear ciudades como El Puyo, Tena o Gualaquiza. Los estudios lingüísticos contribuyeron a que el shuar sea considerado como un idioma oficial de relación intercultural, así como el quichua con su variante regional de los pueblos amazónicos. Los seis Vicariatos que existen en la actualidad en la Amazonía son:
- Vicariato apostólico de Aguarico
- Vicariato apostólico de Méndez
- Vicariato apostólico de Napo
- Vicariato apostólico de Puyo
- Vicariato apostólico de San Miguel de Sucumbíos
- Vicariato apostólico de Zamora

## Documentos históricos relacionados con las misiones

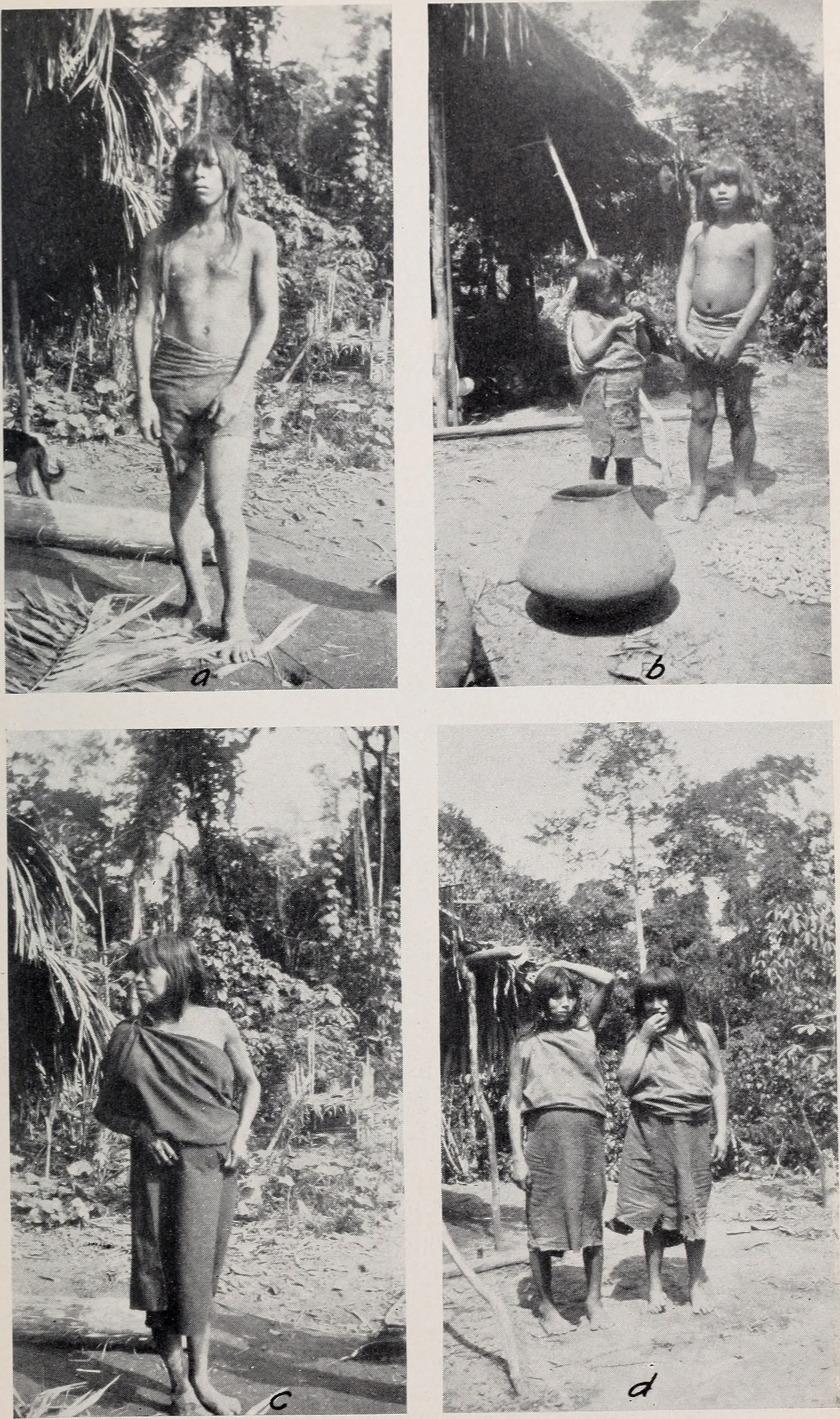
Foto de indígenas de la comunidad Shuar, 1901.

### Trabajos históricos y biográficos
- Relación del Viaje de Exploración de un Misionero Dominicano, en medio de las tribus salvajes del Ecuador por Francisco Pierre.
- Nankijukima: Religión, Usos y Costumbres de los Salvajes del Oriente del Ecuador por Enrique Vacas Galindo
- Vida de Sour María Carmelina Enricheta Incamela, Vicaria Generale delle Suore Domenicane por Enrique Vacas Galindo
- Las Misiones Salesianas del Oriente Ecuatoriano por Elias Brito
- Breves Anotacinoes sobre el Shimigae por Agustín María León

### Cartografía
- Mapa Geográfico-Histórico de la República del Ecuador por Enrique Vacas Galindo

### Investigaciones lingüísticas
- Compendio de Gramática Quichua por Agustín María León
- Explicaciones a los indios feligreses de la Misión Dominicana en su idioma Quichua por Agustín María León
- Compendio de Vocabulario Quichua-Español por Agustín María León
- Explicación Catequística en Quichua por Agustín María León
- Breve Elenco de Idiomas del Oriente por Agustín María León
- Doctrina Cristiana sobre el dialecto Quichua de Canelos por Agustín María León
- Explicación de la Doctrina Cristiana escrita en Quichua según el dialecto de Canelos por Agustín María León
- Elementos para el estudio de la lengua jíbara, para la misión de Macas por Enrique Vacas Galindo
- Breve vocabulario de las principales lenguas que se hablan en los diferentes pueblos y jivarías de la Prefectura Apostólica de Canelos y Macas por Agustín María León

### Libros relevantes sobre la historia de la región
- Provincias Orientales por Pío Jaramillo Alvarado
- Historia de la Compañía de Jesús en la antigua provincia de Quito, 1570-1774 por José Jouanen
- Historia de las misiones en la Amazonía ecuatoriana por Lorenzo García

## Las misiones de la Amazonía y la cultura de Ecuador

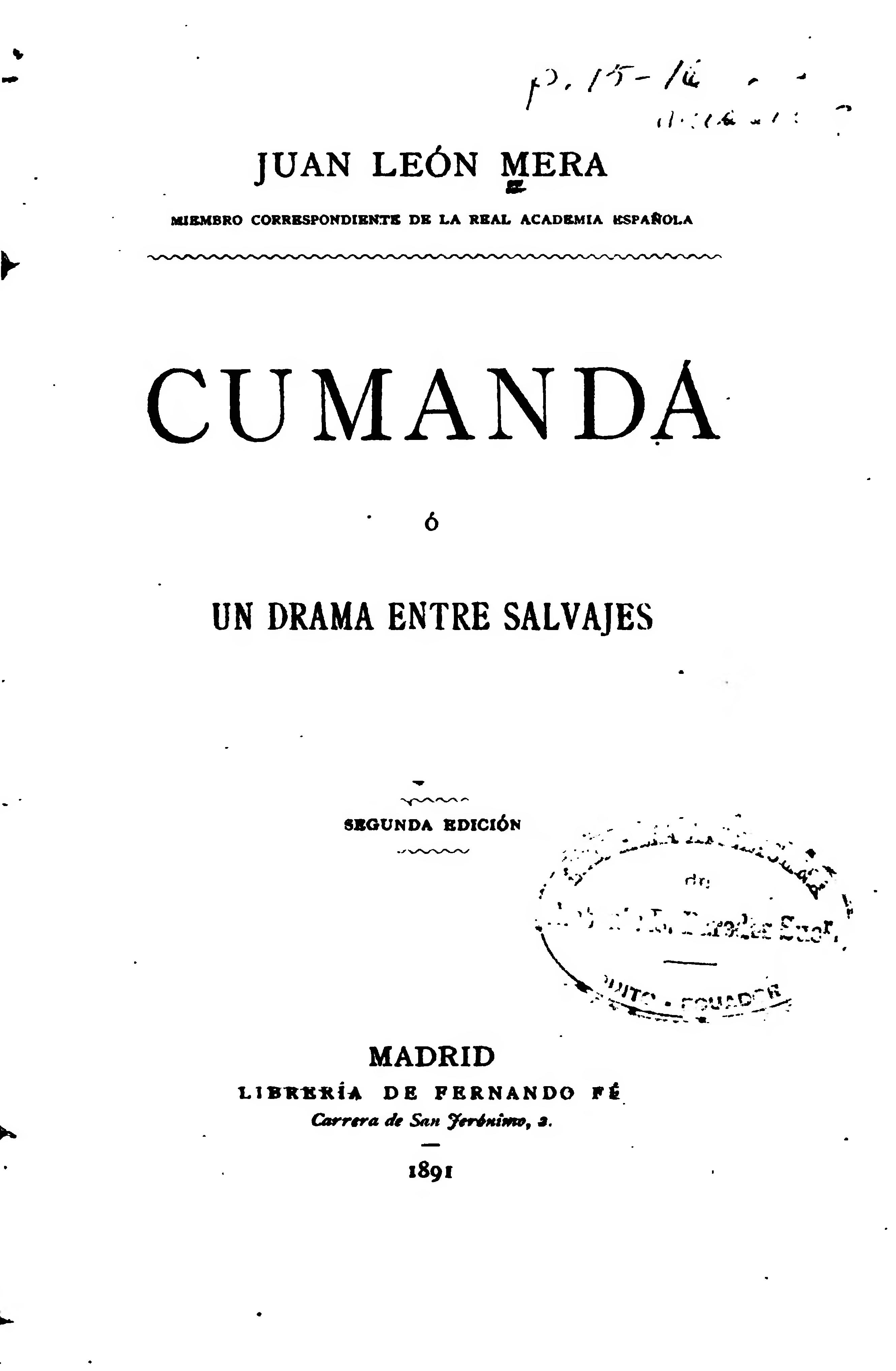
Cumandá, portada de la novela de Juan León Mera

La Amazonía de Ecuador que representa el 43% del territorio de ese país ha tenido una importancia cultural que se refleja en las constantes referencias que a ella se hace en la literatura. Empezando por la novela Cumandá de Juan León Mera, considerada la primera escrita (aunque sí existen ejemplos anteriores) y que toma lugar en la Amazonía de Ecuador. Además, las constantes referencias de Juan Montalvo a la ciudad de Baños de Agua Santa en sus escritos y su nostalgia mientras vivía en el exilio quedaron en algunas de sus obras. En esa misma ciudad, otro ejemplo importante es el museo dedicado al pintor Enrique Mideros en el convento de la catedral de la ciudad. Las constantes referencias políticas a esta región durante el conflicto limítrofe con Perú que se pueden ver por ejemplo en la placa de la Catedral Primada de Quito que dice "Es gloria de Quito el descubrimiento del Río Amazonas" o el mural pintado por Guayasamín en el Palacio de Carondelet han sido recurrentes a lo largo de la historia de ese país. Aunque probablemente uno de los ejemplos más antiguos de esto es el escrito de Alonso de Rojas Bujalance titulado "Relación del Descubrimiento del Río Amazonas y hoy San Francisco de Quito". Adicionalmente, en esta región han nacido algunos políticos importantes en la historia reciente de Ecuador, que llegaron también a la presidencia de ese país. Además, a partir del descubrimiento de petróleo en el oriente ecuatoriano, se llevó a cabo una mayor migración y se fundaron ciudades como Nueva Loja gracias al asentamiento de muchas personas que salían de la ciudad de Loja en el sur, por las constantes sequías que en esa época sucedían. También se llevó a cabo una campaña para no explotar el crudo en el Parque Nacional Yasuní que, aunque no logró cumplirse, es un gran ejemplo de la importancia que tiene esta región para las personas de ese país. En la actualidad, el shuar, idioma que se habla en algunas partes de esta región, es considerado como idioma oficial de relación intercultural, al igual que el quichua que es hablado en las tribus amazónicas quichuas. Por otro lado, las investigaciones científicas de esta región continúan y fueron impulsadas con la creación de la Universidad Regional Amazónica Ikiam, en la ciudad de Tena. Por último, el conflicto limítrofe con Perú marcó de manera definitiva la historia de Ecuador y la firma del Protocolo de Río de Janeiro fue un hecho que afectó el curso de su historia, haciendo que algunos intelectuales como Benjamín Carrión y Pío Jaramillo Alvarado reaccionen, dando inicio al proyecto de la Casa de la Cultura Ecuatoriana.